# Bloedgasanalyse
Bij een arteriele bloedgasanalyse wordt slagaderlijk bloed van een patiënt onderzocht in een klinisch-chemisch laboratorium. Hierbij wordt onder andere gekeken naar de zuurstof, het koolzuurgas en de zuurgraad (pH) van het bloed. Er zijn verschillende plaatsen om slagaderlijk bloed af te nemen, zoals:
- pols (pols- of spaakbeenslagader / arteria radialis)
- lies (dijslagader / arteria femoralis).

Een bloedgasanalyse  wordt ook wel een astrup genoemd, naar Poul Astrup, die veel pionierswerk op het gebied van bloedgasbepalingen heeft verricht. Ontluchten is zeer belangrijk, en wel direct na afname van het bloedmonster. Als dit niet gebeurt, zijn de uitslagen niet betrouwbaar.

## Fysiologie
Bloedgassen worden bepaald om de verhouding zuurstof (O2) en koolstofdioxide (CO2) in het bloed te bepalen en het zuur-base-evenwicht te controleren. De ademhaling zorgt ervoor dat O2 de cellen van het lichaam kan bereiken en dat CO2, dat door allerlei metabole processen in de cellen wordt gevormd, wordt afgevoerd. Dit proces heet gaswisseling. 
Voor het goed kunnen functioneren van het lichaam is het daarnaast van belang dat de pH van het lichaam binnen nauwe grenzen wordt gehouden, waarvoor verschillende  buffersystemen aanwezig zijn. Het belangrijkste buffersysteem in het menselijk lichaam is het bicarbonaat(HCO3−)-CO2-buffersysteem (zie zuur-base-evenwicht). De pH van bloed neemt af (wordt zuurder) wanneer de hoeveelheid CO2 in het bloed toeneemt of bij de aanwezigheid van een (andere) zure stof in het bloed ( bijvoorbeeld bij nierproblemen). De pH van bloed neemt toe (wordt meer basisch) wanneer de hoeveelheid CO2 in het bloed afneemt of bij een toename van basische stoffen (zoals bicarbonaat, HCO3−) in het bloed. 
Stoornissen in het zuur-base-evenwicht kunnen bij tal van ziekten voorkomen. Deze stoornissen staan dus nooit op zichzelf, maar zijn meestal een uiting van een onderliggende ziekte. Zo is aan de hand van de uitslagen van bloedgassen bijvoorbeeld op te maken of er een probleem is met de longen (respiratoir) of met bijvoorbeeld de nieren (metabool) en of het bloed hierdoor te zuur (acidose) of te basisch (alkalose) is. De 4 ontregelingen die men kan onderscheiden zijn:
- respiratoire acidose: door een verstoorde ademhaling kan het CO2 het lichaam niet goed verlaten, waardoor de CO2-concentratie in het bloed stijgt en de pH van het bloed daalt. Mogelijke oorzaken zijn bijvoorbeeld COPD of een  longontsteking.
- respiratoire alkalose: door een toegenomen ademhaling wordt er meer CO2 afgevoerd, waardoor de CO2-concentratie in het bloed daalt en de pH van het bloed stijgt. Mogelijke oorzaken zijn bijvoorbeeld hyperventilatie, pijn en sommige longziekten.
- metabole acidose: er is een verlaagde pH samen met een verlaagde bicarbonaatconcentratie in het bloed. Mogelijke oorzaken zijn bijvoorbeeld een ontregelde diabetes mellitus en ernstige nierproblemen.
- metabole alkalose: er is een verhoogde pH samen met een verhoogde bicarbonaatconcentratie in het bloed. Mogelijke oorzaak is bijvoorbeeld langdurig overgeven.

Hoewel de normaalwaarden afhankelijk zijn van een aantal factoren (onder andere plaats van prikken en laboratorium), is dit een referentie (gebruikt in het UMCG):
| pH                  | 7,35 – 7,45                      |
| pO2                 | 10,0 – 13,3 kPa of 75 – 100 mmHg |
| pCO2                | 4,7 – 6,4 kPa of 35 – 45 mmHg    |
| HCO3− (bicarbonaat) | 22 – 26 mmol/l                   |
| Base Excess         | −2 – 2 mmol/l                    |
| O2-saturatie        | 95 – 98% streefwaarde 100 %      |

## Hemoglobinederivaten
Op een klinisch-chemisch laboratorium kunnen uit een arterieel bloedgas (ABG) eventueel hemoglobinederivaten worden bepaald.

### Carboxyhemoglobine
Koolmonoxide (CO) kan zich, net als zuurstof, reversibel aan een ijzeratoom van het hemoglobine binden om zo carboxyhemoglobine te vormen. Doordat koolmonoxide met hogere affiniteit aan hemoglobine bindt, zal er bij blootstelling aan koolmonoxide, door competitie om de bindingsplaats, minder zuurstof aan hemoglobine gebonden zijn. Er is dan dus ook minder zuurstof beschikbaar voor de weefsels.

### Methemoglobine
- Methemoglobine ontstaat wanneer het ijzeratoom in de haemgroep van het eiwit hemoglobine is geoxideerd tot Fe3+. Zuurstof kan alleen aan hemoglobine binden als het ijzeratoom in de haemgroep in tweewaardige toestand is (Fe2+). Als het Fe2+ geoxideerd wordt tot Fe3+ ontstaat methemoglobine, een hemoglobine dat geen zuurstof kan binden en transporteren.
- In de rode bloedcellen wordt continu een kleine hoeveelheid Fe2+ geoxideerd tot Fe3+. Er wordt dus voortdurend een kleine hoeveelheid methemoglobine in het lichaam gevormd. Normaliter wordt dit methemoglobine direct weer gereduceerd tot hemoglobine door het enzym NADH-methemoglobinereductase en bestaat slechts 1-2% van het totaal hemoglobine uit methemoglobine.
- Een verhoogd methemoglobine (methemoglobinemie) kan o.a. worden veroorzaakt door: (1) bepaalde medicijnen, zoals sulfonamiden; (2) exogene stoffen, zoals nitriet; (3) erfelijke factoren, zoals een deficiëntie van het NADH-methemoglobinereductase-enzym of sommige hemoglobinopathieën (b.v. HbM)
- Afhankelijk van de snelheid waarmee de methemoglobinemie is ontstaan en het percentage methemoglobine in het bloed kan methemoglobinemie leiden tot centrale cyanose, dyspneu, duizeligheid, lusteloosheid en in ernstige gevallen zelfs tot coma en/of de dood.
- Methemoglobine kan op een klinisch chemisch laboratorium worden bepaald, veelal op bloedgasapparatuur. Men meet het percentage methemoglobuline ten opzichte van het totaal hemoglobine.

### Sulfhemoglobine
- Hemoglobine kan direct of via methemoglobine worden omgezet in sulfhemoglobine, waarbij een zwavelatoom in de porfyrinering van de haemgroep wordt ingebouwd. Sulfhemoglobine is niet in staat om zuurstof te binden en transporteren. De omzetting van hemoglobine in sulfhemoglobine is irreversibel, zodat de rode bloedcel een verminderde zuurstof bindingscapaciteit heeft gedurende zijn gehele levensduur.
- Onder normale omstandigheden komt er geen sulfhemoglobine voor in het lichaam.
- Een verhoogd sulfhemoglobine (sulfhemoglobinemie) wordt voornamelijk veroorzaakt door bepaalde medicijnen, zoals sulfonamiden.
- Cyanose ontstaat al bij een lage concentratie sulfhemoglobine.
- Sulfhemoglobine kan op een klinisch chemisch laboratorium worden bepaald, veelal op bloedgasapparatuur. Men meet het percentage sulfhemoglobuline ten opzichte van het totaal hemoglobine.